# Myrmarachne tristis
Myrmarachne tristis este o specie de păianjeni din genul Myrmarachne, familia Salticidae. A fost descrisă pentru prima dată de Simon în anul 1882. Conform Catalogue of Life specia Myrmarachne tristis nu are subspecii cunoscute.